# Eupithecia boneta
Eupithecia boneta es una especie de polilla de la familia Geometridae. La especie fue descrita por primera vez por Mironov et al. habiendo sido descrita en 2011, con distribución en la China. 